# Hans Liebherr
Hans Liebherr (Kaufbeuren, 1 de abril de 1915 – La Tour-de-Peilz, Cantão de Vaud, Suíça, 7 de outubro de 1993) foi um inventor e empresário fundador do Liebherr Group.

## Vida
Filho do moleiro de Kaufbeuren Wilhelm Liebherr, que aos dois anos de idade teve seu pai morto na Primeira Guerra Mundial. Sua mãe Mathilde, nascida Arnold, casou em 1922 com o mestre de obras Johann Sailer, natural de Kirchdorf an der Iller. Até 1928 frequentou a Volksschule de sua cidade natal. O jovem Hans queria ser confeiteiro, mas seu padrasto o convenceu a aprender sua derradeira profissão. Assim Liebherr obteve uma formação nos negócios de construção de seu padrasto. Em 1938 completou a prova para mestre em Ulm e assumiu a direção do empreendimento familiar. Um ano depois foi convocado para atuar na Segunda Guerra Mundial.
Durante a guerra foi membro da 101. Jäger Division, localizada no fronte sul da Rússia. Próximo do final da guerra foi ferido pela segunda vez, encaminhado finalmente a um hospital nas imediações de Viena.

## Ligações externas

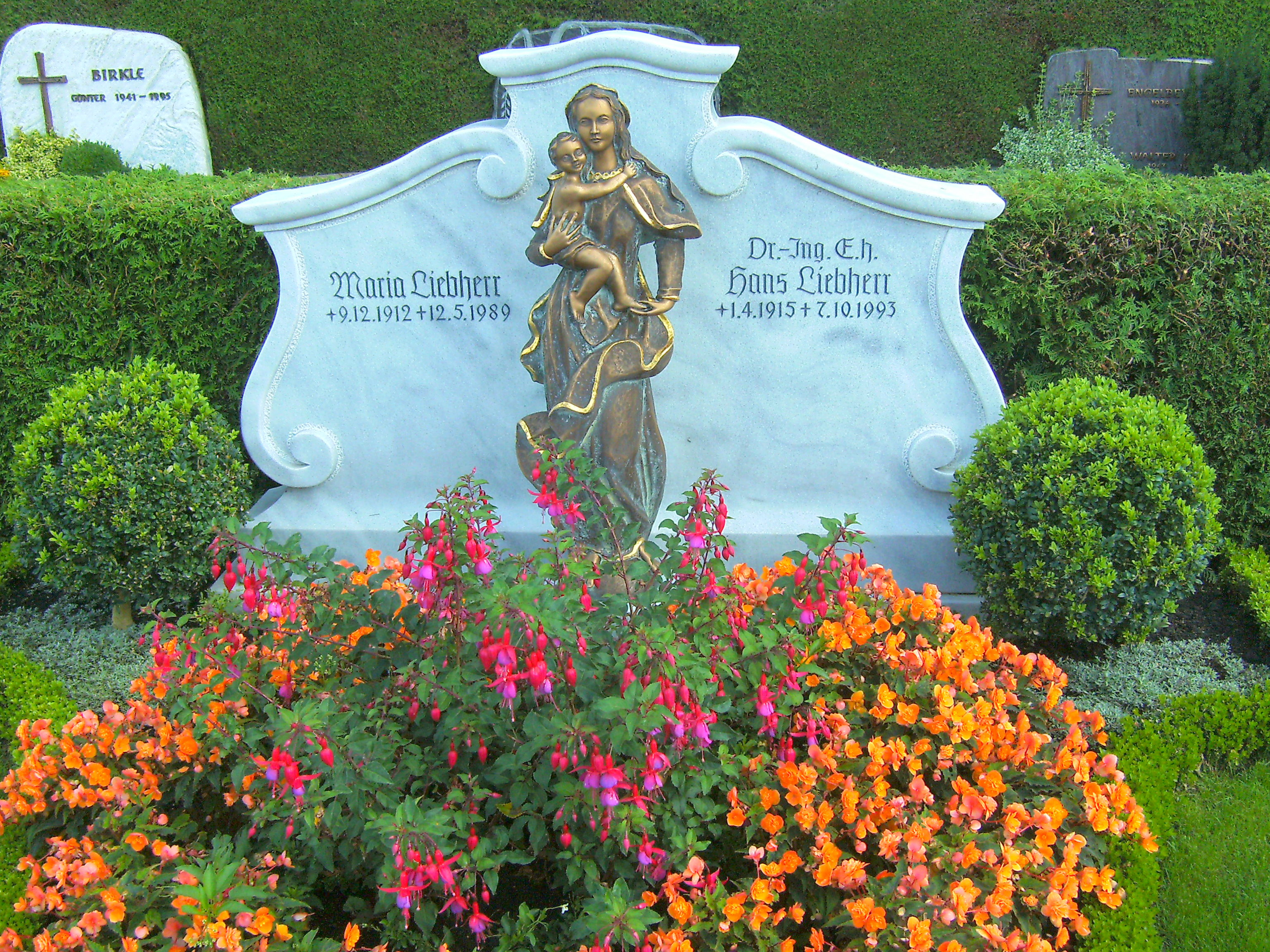
Sepultura da família Liebherr (2008)